# Pomnik Włodzimierza Lenina w Nowosybirsku
Pomnik Włodzimierza Lenina w Nowosybirsku (ros. Памятник В. И. Ленину) – pomnik Włodzimierza Lenina znajdujący się w rosyjskim mieście Nowosybirsk. Odsłonięty w 1970 roku.

## Charakterystyka
Nowosybirski Pomnik Włodzimierza Lenina położony jest na terenie rejonu centralnego, na Placu Lenina, przed budynkiem Nowosybirskiego Państwowego Teatru Opery i Baletu. Pomnik wykonany został z brązu, rzeźbę wykonał I. Brodski, według projektu pochodzącego z Moskwy I. Pokrowskiego i nowosybirskich architektów, S. Skoblikowa oraz G. Burchanowa. Pomnik waży 10 ton, jego wysokość to 6,5 metrów razem z piedestałem, który został wykonany z granitu. Pomnik Lenina wpisany jest w szerszy kontekst, bowiem wokół niego umieszczono jeszcze dwie grupy rzeźb. Pierwsze przedstawia robotnika, żołnierza i chłopa, którzy są symbolami sił jakie doprowadziły do Październikowej Rewolucji. Druga grupa to dwie rzeźby przedstawiające młodego chłopaka oraz dziewczynę. Ten pierwszy w uniesionej ręce trzyma płonącą pochodnię, a dziewczyna kłosy zboża. Ma to stanowić symbol kontynuacji pokoleń.
Pomnik Włodzimierza Lenina w Nowosybirsku został uroczyście odsłonięty 5 listopada 1970 roku. Okazją dla której monument został ustawiony w centrum miasta było hucznie obchodzenie stulecie urodzin Włodzimierza Lenina, a także pięćdziesiąta trzecia rocznica Rewolucji Październikowej. Pomnik stał się jednym z symboli miasta i umieszczany jest na widokówkach oraz na okładkach książek i przewodników. W 2011 roku przy pomocy specjalnego dźwigu został umyty i oczyszczony. Jest on wpisany na listę monumentów sztuki o znaczeniu federalnym.